# Part of Me (Chris Cornell sang)
"Part of Me" (dansk: "Del af Mig) er single fra 2008 af den amerikanske rockmusiker Chris Cornell fra hans tredje album Scream. Officielt blev sangen featured af den amerikanske producer og rapper Timbaland, producenten bag Scream, albummet hvorpå "Part of Me" er. Udover Timbaland blev sangen også produceret af Jerome Harmon. Sangen var den femte og sidste single fra albummet beliggende bag sange som "Scream", "Ground Zero", "Watch Out" og "Lone Gone". Sangen blev udgivet i Tyskland som digital download den 12. oktober 2008.